# اوا ساواتسکا
اِوا ساواتسکا (لهستانی: Ewa Sałacka؛ زادهٔ ۳ مه ۱۹۵۷–۲۳ ژوئیه ۲۰۰۶) بازیگر اهل لهستان و دانش‌آموختهٔ مدرسه ملی فیلم ووچ بود. او در اثر نیش زنبور (بر روی لب) دچار شوک آنافیلاکتیک شد و در سن ۴۹ سالگی درگذشت. وی را در گورستان پوونسکوفسکی به‌خاک سپرده‌اند.
از فیلم‌ها یا مجموعه‌های تلویزیونی که وی در آن‌ها نقش داشته‌است، می‌توان به اجاره‌نشین‌ها، عشق اول و صفر-هفت، به‌گوشم اشاره نمود.